# Тон (Италия)
Вижте пояснителната страница за други значения на Тон.
То̀н (на италиански: Ton) е община в Северна Италия, автономна провинция Тренто, автономен регион Трентино-Южен Тирол. Разположена е на 482 m надморска височина. Населението на общината е 1343 души (към 2015 г.).
Административен център на общината е село Виго (на италиански: Vigo).